# Otto Lederer
Otto Lederer (17 de abril de 1886 – 3 de septiembre de 1965) fue un actor checo-estadounidense. Intervino en 120 películas entre 1912 y 1933, entre ellas The Jazz Singer, el primer largometraje en tener secuencias de sonido, además de su aparición en el cortometraje You're Darn Tootin', protagonizado por El Gordo y el Flaco. 
En 1925, Lederer se casó con Segunda Yriondo. La pareja se divorció el 10 de julio de 1929. Después se casó con la actriz Gretchen Lederer. Otto esta enterrado en el Forest Lawn Memorial Park Cemetery.

## Filmografía
- Captain Alvarez (1914)
- A Natural Man (1915)

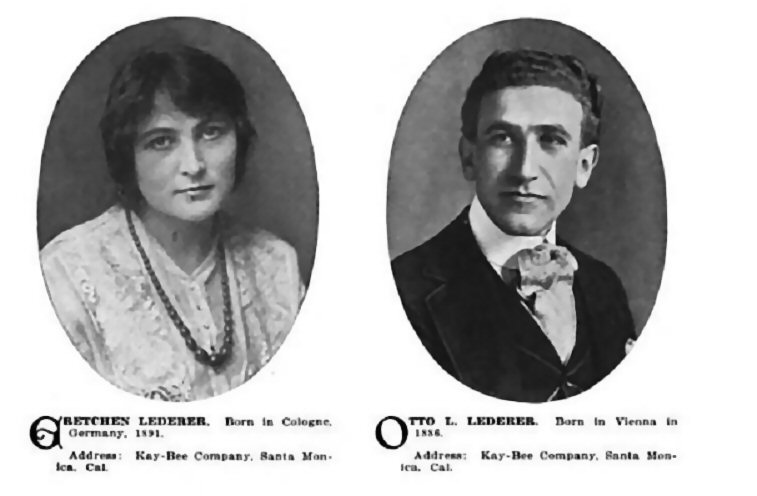
Otto y Gretchen Lederer en Who's Who in the Film World (1914)

- Captain of the Gray Horse Troop (1917)
- The Flaming Omen (1917)
- Aladdin from Broadway (1917)
- The Magnificent Meddler (1917)
- By Right of Possession (1917)
- When Men Are Tempted (1917)
- The Changing Woman (1918)
- The Woman in the Web (1918)
- Cupid Forecloses (1919)
- Over the Garden Wall (1919)
- The Little Boss (1919)
- The Dragon's Net (1920)
- The Spenders (1921)
- The Avenging Arrow (1921)
- Without Benefit of Clergy (1921)
- White Eagle (1922)
- Forget Me Not (1922)
- The Gown Shop (1923)
- Your Friend and Mine (1923)
- The Sword of Valor (1924)
- Behind Two Guns (1924)
- Turned Up (1924)
- Virginian Outcast (1924)
- Wizard of Oz (1925)
- Borrowed Finery (1925)
- Cruise of the Jasper B (1926)
- The Trunk Mystery (1926)
- La modelo de París (That Model from Paris, 1926)
- Sweet Rosie O'Grady (1926)
- The Jazz Singer (1927)
- The King of Kings (1927)
- The Shamrock and the Rose (1927)
- You're Darn Tootin' (1928)
- A Bit of Heaven (1928)
- Celebrity (1928)
- Gun Law (1933)